# Austin Princess (1947)
Princess è un'autovettura di lusso prodotta dall'Austin dal 1947 al 1959 in diverse serie. Le prime tre avevano, nel nome, anche la sigla A135. Dal 1960 al 1968 furono commercializzate altre vetture con nome Princess, ma senza il riferimento all'Austin nella denominazione, bensì con quello della Vanden Plas.
Il nome Princess fu anche utilizzato per altri modelli Austin. Dall'ottobre del 1959 fu applicato ad una versione lussuosa delle Austin A99 e A110, e dallo stesso mese del 1962 fu utilizzato su una versione dalle stesse caratteristiche della Austin/Morris 1300. Dal 1975 il nome Princess fu usato per una vettura British Leyland (cioè dal gruppo proprietario del marchio Austin), la Leyland Princess.

## Il contesto
La prima Austin Princess, che aveva codice A135, fu lanciata nel 1947. Era il modello più costoso della gamma offerta dall'Austin, e rappresentava la “punta di diamante” della produzione della casa automobilistica britannica. Un modello contemporaneo ed analogo era l'Austin Sheerline, che era basata sul medesimo telaio della Princess. Il motore della Sheerline produceva però 10 CV di potenza in meno rispetto a quello della Princess, dato che aveva installato un carburatore singolo.
Entrambe le vetture possedevano dei corpi vettura pesanti ed imponenti. In particolare, la Princess aveva una carrozzeria che era costruita da Vanden Plas, ed era disponibile in due versioni, berlina e limousine, entrambe a quattro porte. Il modello era offerto con due allestimenti interni, che erano collegati al tipo di carrozzeria. Era infatti presente l'allestimento DM, che era offerto sulla limousine e comprendeva un separatore in vetro tra i passeggeri anteriori e quelli posteriori, oltre ad un tavolo per il picnic per i passeggeri ospitati nella parte posteriore, e DS, che era disponibile sulla berlina. Le berline ottennero un buon successo, e molte Princess e Sheerline, di entrambe le versioni, furono destinate al noleggio per cerimonie.
La Princess fu aggiornata negli anni, con il lancio di quattro serie, Mark I, Mark II, Mark III e Mark IV. Le prime tre avevano, nel nome, anche la sigla A135. Il più grande cambiamento fu l'introduzione, nel 1950, di un più lungo corpo vettura a sette posti: in questa occasione, a parte qualche modifica nei confronti della carrozzeria e della meccanica, la vettura non fu cambiata molto. Ad esempio, il motore a sei cilindri in linea rimase pressoché inalterato.
Il radiatore aveva una forma piuttosto verticale con uno stile rétro, mentre la vettura possedeva dei parafanghi anteriori separati. Nel complesso, la Princess aveva uno stile più moderno rispetto alle equivalenti vetture prodotte dalla Rolls-Royce e dalla Bentley, con cui era in concorrenza. Inoltre, la versione berlina aveva però un prezzo che corrispondeva a due terzi di quello di una Rolls-Royce.
Nell'agosto 1957 al nome della Princess venne tolto il riferimento all'Austin nonostante continuò ad essere prodotta dalla citata casa automobilistica, e di conseguenza ebbe inizio la distribuzione della vettura nei concessionari della Nuffield Organisation. Dal 1960 al modello venne aggiunto il riferimento alla Vanden Plas, e quindi la vettura fu ribattezzata Vanden Plas Princess 4 Litre Limousine. Successivamente furono commercializzate altre vetture Vanden Plas che avevano il termine Princess nel nome, le ultime delle quali rimasero in produzione fino al 1968.
Più tardi, il nome Princess rivisse in un altro modello prodotto dalla British Leyland (cioè dal gruppo che possedeva il marchio Austin), la Leyland Princess, che fu prodotta dal 1974 al 1984. Inizialmente era venduta anche da concessionari Austin, e nonostante questo, non fu mai commercializzata nel Regno Unito con il nome della citata casa automobilistica britannica. Questo però avvenne per alcuni mercati d'esportazione, anche se nella maggior parte dei casi il modello era conosciuto semplicemente come Princess.

## Le prime tre serie
Nel 1947, l'Austin produsse due telai virtualmente identici, uno per la Austin A110 Sheerline (più tardi divenuta A125), interamente costruito dalla Austin nel suo stabilimento di Longbridge, ed uno per la A135 Princess, utilizzato dalla Vanden Plas per produrre il modello nella sua officina di Kingsbury (zona nord di Londra). La Vanden Plas apparteneva infatti all'Austin. Sebbene molte parti della meccanica e la strumentazione fossero in comune tra i due modelli, la Princess fu il modello di punta della gamma offerta dall'Austin. La Princess infatti possedeva interni molto ricercati fabbricati in pelle, lana e radica di noce, e la sua linea ricordava quella della Rolls-Royce Phantom IV.
Sulla Princess originale (la Mark I) gli allestimenti erano denominati DS1 e DM1, a seconda del fatto che appartenessero alla berlina ed alla limousine. L'elemento distintivo principale era che il secondo allestimento, a differenza del primo, prevedeva un separatore tra i passeggeri anteriori e quelli posteriori.
Nel 1950 la Mark I venne sostituita dalla seconda serie, la Mark II. Le modifiche furono minori, e vennero introdotti due nuovi allestimenti, DS2 e DM2, che erano omologhi ai precedenti ed erano differenziati anch'essi dalla presenza o meno del separatore tra le due parti dell'abitacolo. Sia il DS1 (DM1) che il DS2 (DM2) erano spesso realizzati su ordinazione. I clienti potevano scegliere il colore, la dotazione e le caratteristiche dell'allestimento. Oltre a questo, gli acquirenti potevano scegliere anche l'equipaggiamento meccanico della vettura che, ad esempio, poteva avere installato un carburatore singolo o a triplo corpo, oppure l'impianto di scarico singolo o doppio. La versione con carburatore a corpo multiplo aveva però migliori prestazioni, anche se registrava un consumo di carburante compreso tra i 4,25 ed i 5 km/L, contro i 7,78-9,56 km/L della versione a carburatore singolo. Considerando le grandi dimensioni del modello ed il suo conseguente peso, le prestazioni erano molto buone.  La velocità massima raggiunta dal modello era di 145 km/h, mentre l'accelerazione da 0 a 97 km/h era solamente di 20 secondi. Sulla limousine, la lunghezza del telaio e la zona riservata ai passeggeri vennero estese per permettere ad un paio di sedili pieghevoli di essere montati subito dietro ai sedili anteriori. Nel 1953 fu lanciata la Mark III; la nuova serie non mostrava differenze significative rispetto alle generazioni precedenti, e fu prodotta fino al 1956.

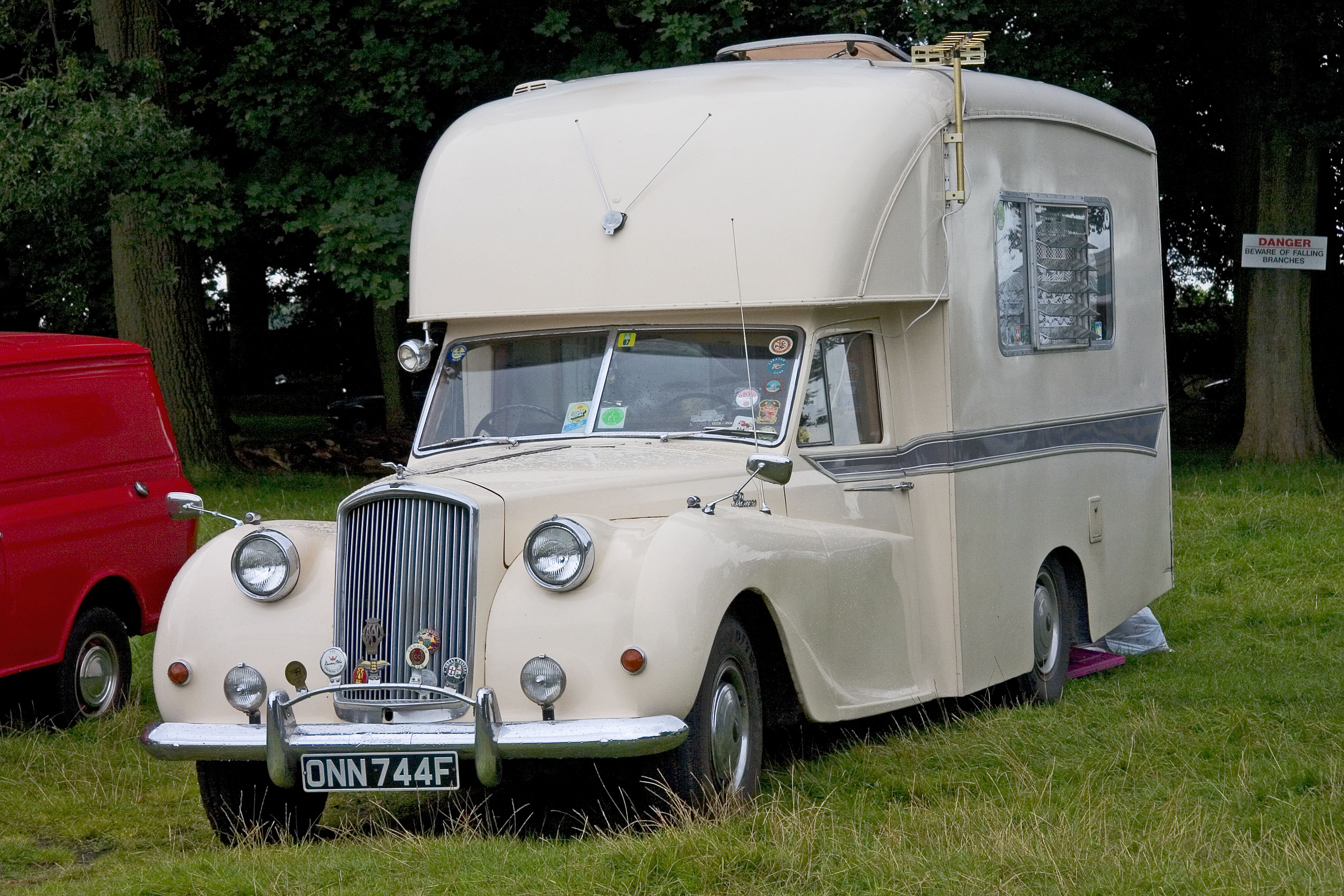
Una versione speciale opera di Vanden Plas

La Princess è ora un modello molto raro, soprattutto le versioni berlina. Molte berline vennero convertite in taxi alla fine degli anni cinquanta. Questi esemplari montavano motori Diesel della Perkins.
Durante il periodo di commercializzazione di questo modello (1952), l'Austin diventò parte della British Motor Corporation.
Una versione limousine fu provata dalla rivista specializzata The Motor nel 1953. Durante la prova venne registrata una velocità massima di 127 km/h ed un'accelerazione da 0 a 97 km/h di 23,3 secondi. Il consumo di carburante di 18,7 L/100 km. Il modello utilizzato nel test costava 2.480 sterline incluse le tasse.
Tutte e tre le serie avevano installato un motore a sei cilindri in linea e a valvole in testa da 3.995 cm³ di cilindrata. Questo propulsore erogava 130 CV di potenza.

## L'Austin Princess Mark IV
Nel 1956 venne introdotta la quarta serie della vettura, l’Austin Princess Mark IV. La nuova generazione venne completamente riprogettata, e fu prevista una linea un po' più moderna. La vetusta Austin Princess a passo lungo, però, nelle configurazioni berlina e limousine, cambiò e si evolse poco nel complesso. Vennero infatti realizzati parafanghi anteriori maggiormente integrati secondo uno stile più moderno, ma dal punto di vista meccanico le modifiche furono poche. Il motore infatti era in sostanza quello da 3.993 cm³ di cilindrata delle serie precedenti, anche se fu potenziato fino a 150 CV.
L'obbiettivo era quello di sostituire la serie precedente e l'Austin Sheerline. Rimase in catalogo fino al 1959 incontrando solo pochi acquirenti. Si ritiene che siano stati prodotti solo degli esemplari di pre-serie. Gli ultimi esemplari della Mark III avevano un prezzo che era cinque volte quello dell'Austin A30. La nuova Mark IV aveva invece un prezzo che era 6,5 volte quello dell'A30, e quindi non riscontrò molta richiesta tra i potenziali clienti.
Nell'agosto del 1957 la vettura perse, nel nome, il riferimento all'Austin, e venne perciò commercializzata semplicemente come Princess Mark IV. Nel 1959 il modello fu tolto dal listino Austin, e venne sostituito, nella gamma della casa automobilistica britannica, dall'A99 Westminster, che costava poco più del 40% della Princess Mark IV.
Nel 1960 alla vettura venne aggiunto il nome Vanden Plas nel nome, e di conseguenza la vettura iniziò ad essere prodotta con il nome Vanden Plas Princess 4 Litre Limousine. In seguito vennero commercializzati altri modelli Vanden Plas che avevano il termine Princess nel nome, gli ultimi dei quali rimasero in produzione fino al 1968.